# Marty Russo
Martin Anthony Russo, detto Marty (Chicago, 23 gennaio 1944), è un politico statunitense, membro della Camera dei Rappresentanti per lo Stato dell'Illinois dal 1975 al 1993.

## Biografia
Nato a Chicago in una famiglia di origini italiane, dopo la laurea in legge Russo lavorò come consulente legale finché nel 1972 si candidò alla Camera dei Rappresentanti come membro del Partito Democratico e venne eletto.
Russo venne confermato dagli elettori per altri otto mandati, finché nel 1992, a causa della ridefinizione dei distretti congressuali, si trovò a concorrere contro il compagno di partito e deputato in carica Bill Lipinski. Russo venne sconfitto da Lipinski e dopo aver abbandonato il Congresso si dedicò all'attività di lobbista.